# مارینا ساتی
مارینا ساتی (به انگلیسی: Marina Satti) (زاده ۲۶ دسامبر ۱۹۸۶) خواننده و ترانه‌سرا یونانی است.
او نماینده یونان در یوروویژن ۲۰۲۴ بود.